# Williamston (Caroline du Sud)
Pour les articles homonymes, voir Williamston.
Williamston est une ville située dans le comté d'Anderson, dans l’État de Caroline du Sud, aux États-Unis. Lors du recensement de 2020, elle comptait 4 043 habitants.